# Football Club Emmen 2012-2013

## Rosa
| N. |                        | Ruolo | Calciatore               |
| -- | ---------------------- | ----- | ------------------------ |
| 1  | Paesi Bassi (bandiera) | P     | Peter van der Vlag       |
| 2  | Paesi Bassi (bandiera) | D     | Said Bakkati             |
| 3  | Paesi Bassi (bandiera) | D     | Kevin Görtz              |
| 4  | Paesi Bassi (bandiera) | D     | Antoine van der Linden   |
| 6  | Paesi Bassi (bandiera) | C     | Kay Velda                |
| 7  | Uruguay (bandiera)     | A     | Matías Jones             |
| 8  | Paesi Bassi (bandiera) | C     | Shkodran Metaj           |
| 9  | Paesi Bassi (bandiera) | A     | Ruud ter Heide           |
| 10 | Iraq (bandiera)        | A     | Anmar Almubaraki         |
| 11 | Curaçao (bandiera)     | A     | Eldridge Rojer           |
| 12 | Paesi Bassi (bandiera) | D     | Marijn Sterk             |
| 14 | Paesi Bassi (bandiera) | A     | Elson do Rosario Almeida |
| 16 | Paesi Bassi (bandiera) | P     | Harm Zeinstra            |
| 17 | Slovacchia (bandiera)  | C     | Michal Mravec            |

| N. |                        | Ruolo | Calciatore        |
| -- | ---------------------- | ----- | ----------------- |
| 18 | Paesi Bassi (bandiera) | C     | Alexander Bannink |
| 19 | Paesi Bassi (bandiera) | A     | Rutger Worm       |
| 20 | Paesi Bassi (bandiera) | C     | Bart de Groot     |
| 21 | Suriname (bandiera)    | A     | Marvin Wijks      |
| 22 | Paesi Bassi (bandiera) | C     | Tom Hiariej       |
| 23 | Paesi Bassi (bandiera) | C     | Yannick de Wit    |
| 24 | Paesi Bassi (bandiera) | D     | Jorrit Kunst      |
| 25 | Suriname (bandiera)    | D     | Kelvin Maynard    |
| 27 | Paesi Bassi (bandiera) | D     | Roan Poelstra     |
| 28 | Paesi Bassi (bandiera) | A     | Wout Weghorst     |
| 29 | Paesi Bassi (bandiera) | D     | Randel Shakison   |
| 32 | Paesi Bassi (bandiera) | P     | Bart Woering      |
| 37 | Armenia (bandiera)     | A     | Norair Aslanyan   |